# Carlos Bruneel
Carlos Bruneel is een Belgisch fluitist.

## Opleiding
Bruneel studeerde aan het Koninklijk Conservatorium in Antwerpen bij Jan Van Reeth. In 1982 won hij het Belgische Tenuto-concours. Hij studeerde verder in Londen bij Jonathan Snowdon en nam masterclasses bij onder anderen Aurèle Nicolet en William Bennett.

## Activiteiten
Bruneel is solofluitist van het symfonieorkest van de Koninklijke Muntschouwburg in Brussel vanaf 1981, en ook andere orkest zoals het BRTN Filharmonisch Orkest, en kamerorkesten als Prima La Musica en Collegium Instrumentale Brugense. 
Verder was Bruneel lid van het Prometheus Ensemble en van het La Monnaie-blaaskwintet. Hij treedt op met pianisten als Jan Michiels, Levente Kende en Daniël Blumenthal.
Bruneel is sinds 1994 docent fluit aan de Erasmushogeshool Brussel, departement Koninklijk Conservatorium. Hij geeft masterclasses in Europa en Japan en is vaak jurylid bij internationale concoursen.